# بوم‌سم‌شناسی

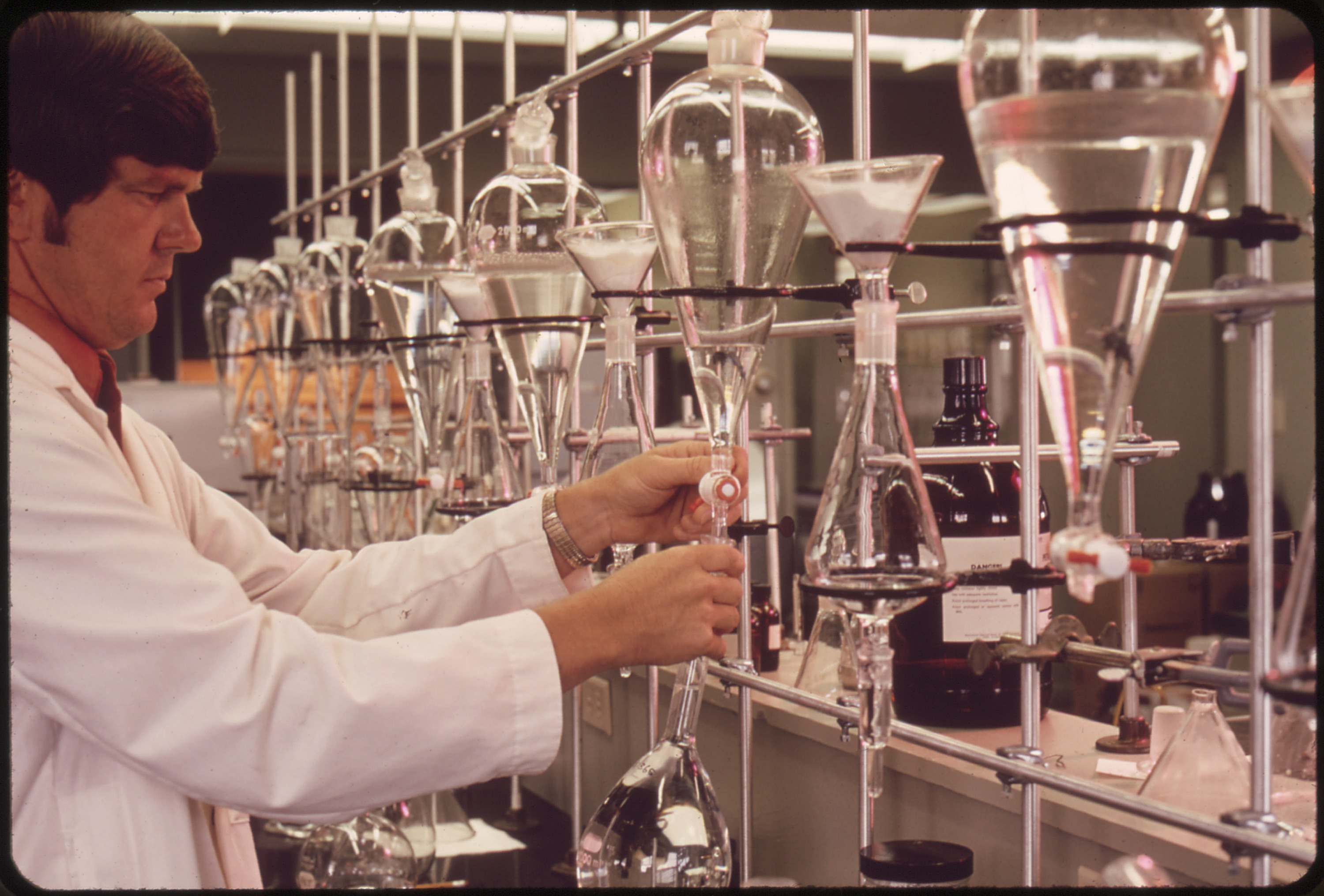
EPA GULF BREEZE LABORATORY، آزمایشگاه شیمی. شیمیدان در حال آزمایش نمونه‌های آب برای آزمایش آفت‌کش‌ها است.

بوم‌سم‌شناسی یا اکوتوکسیکولوژی (به انگلیسی: Ecotoxicology)، دانشی است که به بررسی و شناخت اثر مواد شیمیایی آلاینده و سمی روی جانداران، به ویژه اثر آن‌ها روی زیست‌شناسی جمعیت (به انگلیسی:Population biology)، زیستگاه نیادی (به انگلیسی:Biocoenosis)، و بوم‌سازگان می‌پردازد.
بوم‌سم‌شناسی دانشی چندگانه است که از درهم‌آمیختگی دانش سم‌شناسی و دانش بوم‌شناسی ساخته شده‌است.